# Bocca chiusa
Bocca chiusa è il primo album del gruppo italiano Ritmo Tribale, pubblicato nel 1988 dall'etichetta Radio Base Ottantuno Records.

## Tracce
1. Bocca chiusa
2. Strano
3. Tribale
4. Circondato
5. Maldido
6. Per colpa tua
7. Bandiere
8. È giunta l'ora (Live in Studio)

## Formazione
- Stefano "Edda" Rampoldi - voce
- Andrea Scaglia - chitarra, cori, voce
- Fabrizio Rioda - chitarra ritmica, cori
- Alessandro "Zero" Zerilli - basso, cori
- Alex Marcheschi - batteria

Crediti
- Stefano Eco, Enrico La Falce - registrazione, missaggio [2]